# Belgique aux Jeux paralympiques d'été de 2016
La Belgique participe aux Jeux paralympiques d'été de 2016 à Rio de Janeiro du 7 au 18 septembre 2016. Elle est représentée par 29 athlètes, qui prennent part aux sept catégories sportives suivantes : athlétisme, boccia, sport équestre, cyclisme, natation, tennis et tennis de table.

## Athlétisme
5 athlètes sont qualifiés pour les épreuves d’athlétisme.
| Nom              | Compétition          | Handicap            | Séries / Qualifications | Séries / Qualifications | Demi-finales | Demi-finales | Finale  | Finale             |
|                  |                      |                     | Temps                   | Rang                    | Temps        | Rang         | Temps   | Rang               |
| ---------------- | -------------------- | ------------------- | ----------------------- | ----------------------- | ------------ | ------------ | ------- | ------------------ |
| Basile Meunier   | 1500 mètres T38      | Paralysie cérébrale | N/A                     | N/A                     | N/A          | N/A          | 4:54.77 | 7e                 |
| Livia de Clercq  | 100 mètres T42       | Amputation fémorale |                         |                         |              |              |         |                    |
| Livia de Clercq  | saut en longueur T42 | Amputation fémorale | N/A                     | N/A                     | N/A          | N/A          | 2.99    | 9e                 |
| Peter Genyn      | 100 mètres T51       | Paraplégie          | N/A                     | N/A                     | N/A          | N/A          | 21.15   | Médaille d'or      |
| Peter Genyn      | 400 mètres T51       | Paraplégie          | N/A                     | N/A                     | N/A          | N/A          | 1:20.82 | Médaille d'or      |
| Joyce Lefevre    | 100 mètres T34       | Paralysie cérébrale | N/A                     | N/A                     | N/A          | N/A          | 21.02   | 8e                 |
| Joyce Lefevre    | 400 mètres T34       | Paralysie cérébrale |                         |                         |              |              |         |                    |
| Joyce Lefevre    | 800 mètres T34       | Paralysie cérébrale |                         |                         |              |              |         |                    |
| Marieke Vervoort | 100 mètres T52       | Paralysie           | N/A                     | N/A                     | N/A          | N/A          | 20.12   | Médaille de bronze |
| Marieke Vervoort | 400 mètres T52       | Paralysie           | N/A                     | N/A                     | N/A          | N/A          | 1:07.62 | Médaille d'argent  |

## Boccia

### Paire
| Nom                | Compétition | Handicap                          |
| ------------------ | ----------- | --------------------------------- |
| Kenneth Verwimp    | Paire BC3   | Dystrophie musculaire de Duchenne |
| Kirsten De Laender | Paire BC3   | Paralysie cérébrale               |
| Pieter Cilissen    | Paire BC3   | Paralysie cérébrale               |

### Individuel
| Nom             | Compétition    | Handicap                          |
| --------------- | -------------- | --------------------------------- |
| Kenneth Verwimp | Individuel BC3 | Dystrophie musculaire de Duchenne |
| Pieter Cilissen | Individuel BC3 | Paralysie cérébrale               |

## Cyclisme

### Cyclisme sur route
| Nom                                        | Compétition          | Handicap                                    | Temps    | Rang              |
| ------------------------------------------ | -------------------- | ------------------------------------------- | -------- | ----------------- |
| Tim Celen                                  | Course en ligne T2   | Paralysie cérébrale                         | 54:23    | 6e                |
| Tim Celen                                  | Contre-la-montre T2  | Paralysie cérébrale                         | 27:03.03 | 10e               |
| Kris Bosmans                               | Course en ligne C3   | Paralysie cérébrale                         | 1:49:11  | Médaille d'argent |
| Jean-François Deberg                       | Course en ligne MH3  | Paraplégie                                  | 1:33:17  | 4e                |
| Jean-François Deberg                       | Contre-la-montre MH3 | Paraplégie                                  | 30:53.37 | 7e                |
| Diederick Schelfhout                       | Course en ligne C3   | Perte de fonctions musculaires et nerveuses | -        | DNF               |
| Diederick Schelfhout                       | Contre-la-montre C3  | Perte de fonctions musculaires et nerveuses | 43:53.07 | 12e               |
| Jonas Van de Steene                        | Course en ligne H4   | Paraplégie                                  | 1:28:57  | 5e                |
| Jonas Van de Steene                        | Contre-la-montre H4  | Paraplégie                                  | 30:32.66 | 10e               |
| Christophe Hindricq                        | Course en ligne MH2  | Paraplégie                                  | 1:23:14  | 5e                |
| Christophe Hindricq                        | Contre-la-montre MH2 | Paraplégie                                  | 36:30.00 | 5e                |
| Griet Hoet (tandem avec Anneleen Monsieur) | Course en ligne B3   | Déficience visuelle                         |          |                   |
| Griet Hoet (tandem avec Anneleen Monsieur) | Contre-la-montre B3  | Déficience visuelle                         |          |                   |

La Belgique remporte également la médaille de bronze du relais pour les classes H2 à H5 avec une équipe composée de Jean-François Deberg, Christophe Hindricq et Jonas van de Steene.

## Natation
4 athlètes se présentent pour les épreuves de natation : Maarten Libin (100 mètres brasse SB6 ), Michelle Franssen (100 mètre brasse, 200 mètres nage libre, 200 mètres 4 nages S14), Sven Decaesstecker (200 mètres 4 nages, 400 mètres nage libre S10/SM10) et Yannick Vandeput (100 mètres brasse, 200 mètres nage libre S14)

## Sports équestres
4 athlètes se présentent pour ces épreuves : Barbara Minneci (Grade II), Ciska Vermeulen (Grade IV), Eveline van Looveren (Grade IA) et Michèle George (Grade IV).
Le 14 septembre , Michèle George remporte la médaille d'argent en dressage avec une prestation de 74,333%, derrière la britannique Sophie Wells. Avec un score de 76,300, la Belge remporte l'épreuve libre Grade IV.

## Tennis en fauteuil roulant
Joachim Gérard et Mike Denayer se présentent pour le tournoi simple ainsi que pour le tournoi en double.
Joachim Gérard gagne le bronze face au Français Stéphane Houdet en deux sets (6-4, 6-2)

## Tennis de table
Le jeune Laurens Devos (16 ans, TT9) ainsi que Florian van Acker se présentent  pour les épreuves simples. Marc Ledoux (TT8) et Mathieu Loicq (TT8) se présentent par contre pour les épreuves simples et doubles.
L'adolescent et Florian van Acker rapportent tous deux une médaille d'or.